# محطة قطار منبع الغزلان
محطة منبع الغزلان هي محطة قطار جزائرية تقع على أراضي بلدية لوطاية بولاية بسكرة شمال شرق الصحراء الجزائرية.

## الموقع في السكك الحديدية
تقع المحطة في بلدة منبع الغزلان، شمال بلدية الوطاية، على خط القراح إلى تقرت. تسبقها محطة القنطرة وتتبعها محطة لوطاية.

## خدمة الركاب

### خدمة
تخدم محطة منبع الغزلان القطارات الإقليمية على خط قسنطينة - بسكرة.

## روابط خارجية
- "SNTF". Société nationale des transports ferroviaires (SNTF). مؤرشف من الأصل في 2025-06-02.